# Ciclismo su strada ai Giochi europei
Il Ciclismo su strada è stata inserito nel programma dei Giochi europei nell'edizione inaugurale che si è svolta nel 2015.

## Edizioni
| Giochi | Anno | Sede  | Gare |
| ------ | ---- | ----- | ---- |
| I      | 2015 | Baku  | 4    |
| II     | 2019 | Minsk | 4    |

## Medagliere complessivo
Aggiornato alla seconda edizione
| Pos.   | Paese         | Oro | Argento | Bronzo | Totale |
| ------ | ------------- | --- | ------- | ------ | ------ |
| 1      | Bielorussia   | 3   | 0       | 1      | 4      |
| 2      | Paesi Bassi   | 2   | 3       | 2      | 7      |
| 3      | Spagna        | 1   | 0       | 1      | 2      |
| 4      | Svizzera      | 1   | 0       | 0      | 1      |
| 4      | Italia        | 1   | 0       | 0      | 1      |
| 6      | Ucraina       | 0   | 2       | 0      | 2      |
| 7      | Estonia       | 0   | 1       | 1      | 2      |
| 7      | Portogallo    | 0   | 1       | 1      | 2      |
| 7      | Polonia       | 0   | 1       | 1      | 2      |
| 10     | Rep. Ceca     | 0   | 0       | 2      | 2      |
| 11     | Austria       | 0   | 0       | 1      | 1      |
| 11     | Gran Bretagna | 0   | 0       | 1      | 1      |
| Totale | Totale        | 8   | 8       | 8      | 24     |